# Randy Diamond
Randy Bruwick Diamond Orellana (Santa Bárbara, 14 de enero de 1987) es un futbolista hondureño. Juega de mediocampista y su actual equipo es el Génesis de la Liga Nacional de Honduras.

## Trayectoria

### Real Juventud
Comenzó su carrera profesional en el Real Juventud de la Liga de Ascenso de Honduras. En 2008 consiguió ascender a la Liga Nacional de Honduras. 

### Marathón
En julio de 2010 se anunció su fichaje por el Club Deportivo Marathón.

### Hangzhou Greentown
Debutó no oficialmente con el Hangzhou Greentown de la Superliga China el 16 de julio de 2011, en el amistoso que terminó con empate 1-1 entre su equipo y el Arsenal de la Liga Premier. Debutó oficialmente el 31 de julio de 2011 en un partido frente al Qingdao Jonoon.

### Marathón
Para mitades de 2012, tras su paso por el fútbol chino, decide regresar al Marathón.

### Platense
Con Platense firmó contrato el 19 de diciembre de 2013 y fue presentado ante la prensa junto con Rigoberto Padilla.

### Deportivo Malacateco
El 22 de diciembre de 2014 se anuncia su fichaje por el Deportivo Malacateco de la Liga Nacional de Guatemala, siendo esta su segunda experiencia fuera de las canchas hondureñas.

### Victoria
El 12 de agosto de 2015 fichó por el Club Deportivo Victoria junto a Marlon Ramírez.

### Juticalpa F. C.
El 15 de diciembre de 2015 se confirma su fichaje por el Juticalpa F. C.

## Clubes
| Club                 | País      | Año             | Partidos | Goles |
| -------------------- | --------- | --------------- | -------- | ----- |
| Real Juventud        | Honduras  | 2007 - 2010     | ?        | ?     |
| Marathón             | Honduras  | 2010 - 2011     | 32       | 6     |
| Hangzhou Greentown   | China     | 2011 - 2012     | 8        | 0     |
| Marathón             | Honduras  | 2012 - 2013     | 33       | 6     |
| Platense             | Honduras  | 2014            | 12       | 2     |
| Deportivo Malacateco | Guatemala | 2015            | 15       | 3     |
| Victoria             | Honduras  | 2015            | 5        | 1     |
| Juticalpa F. C.      | Honduras  | 2016            | 9        | 1     |
| CS Șoimii Pâncota    | Rumania   | 2016 - 2017     | 3        | 0     |
| FK Nevėžis           | Lituania  | 2018            | 0        | 0     |
| Real Juventud        | Honduras  | 2019 - 2023     | ?        | ?     |
| Génesis de Comayagua | Honduras  | 2023 - Presente | 17       | 2     |

## Palmarés

### Campeonatos nacionales
| Título               | Club          | País     | Año  |
| -------------------- | ------------- | -------- | ---- |
| Apertura del Ascenso | Real Juventud | Honduras | 2007 |
| Clausura del Ascenso | Real Juventud | Honduras | 2008 |